# Antoni Szuszkiewicz
Artykuł ten został zgłoszony do umieszczenia na stronie głównej w rubryce „Czy wiesz”.
Pomóż nam go sprawdzić: oceń zgłoszoną nominację.

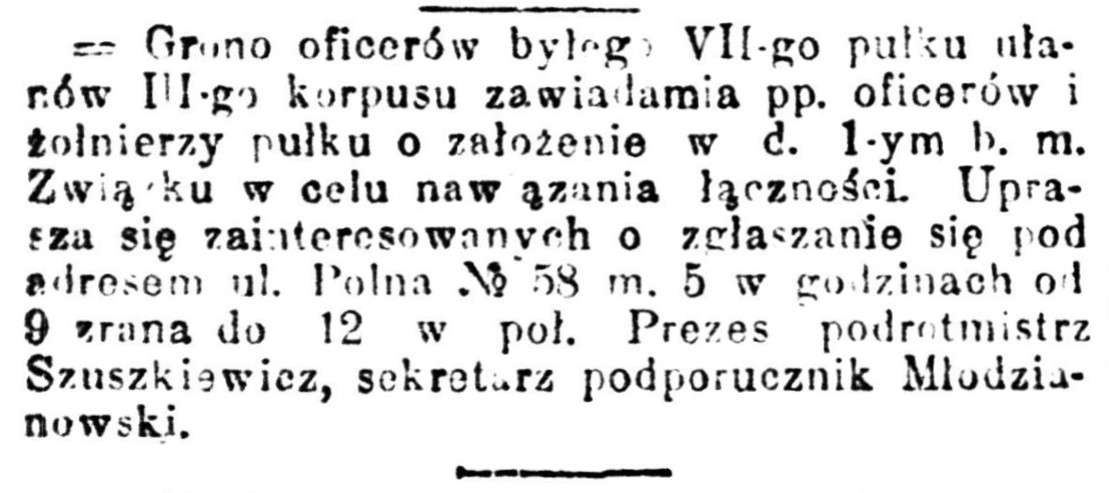
Anons w „Kurierze Warszawskim” z 3 grudnia 1918

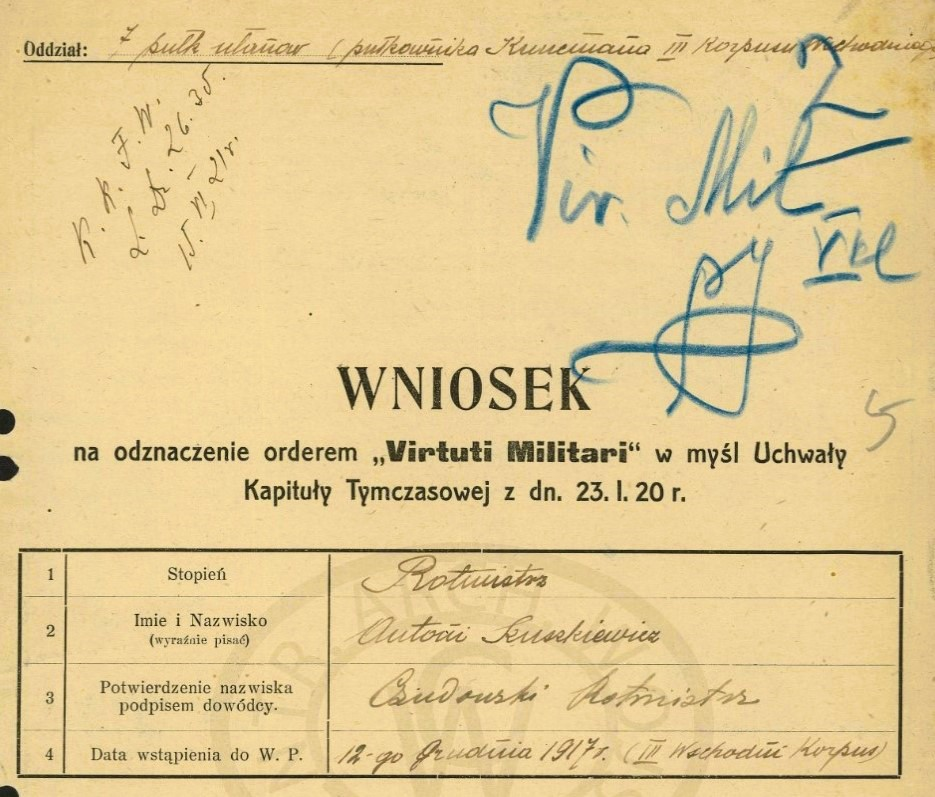
Parafa Józefa Piłsudskiego zatwierdzająca nadanie Antoniemu Szuszkiewiczowi Orderu Virtuti Militari 5 kl.

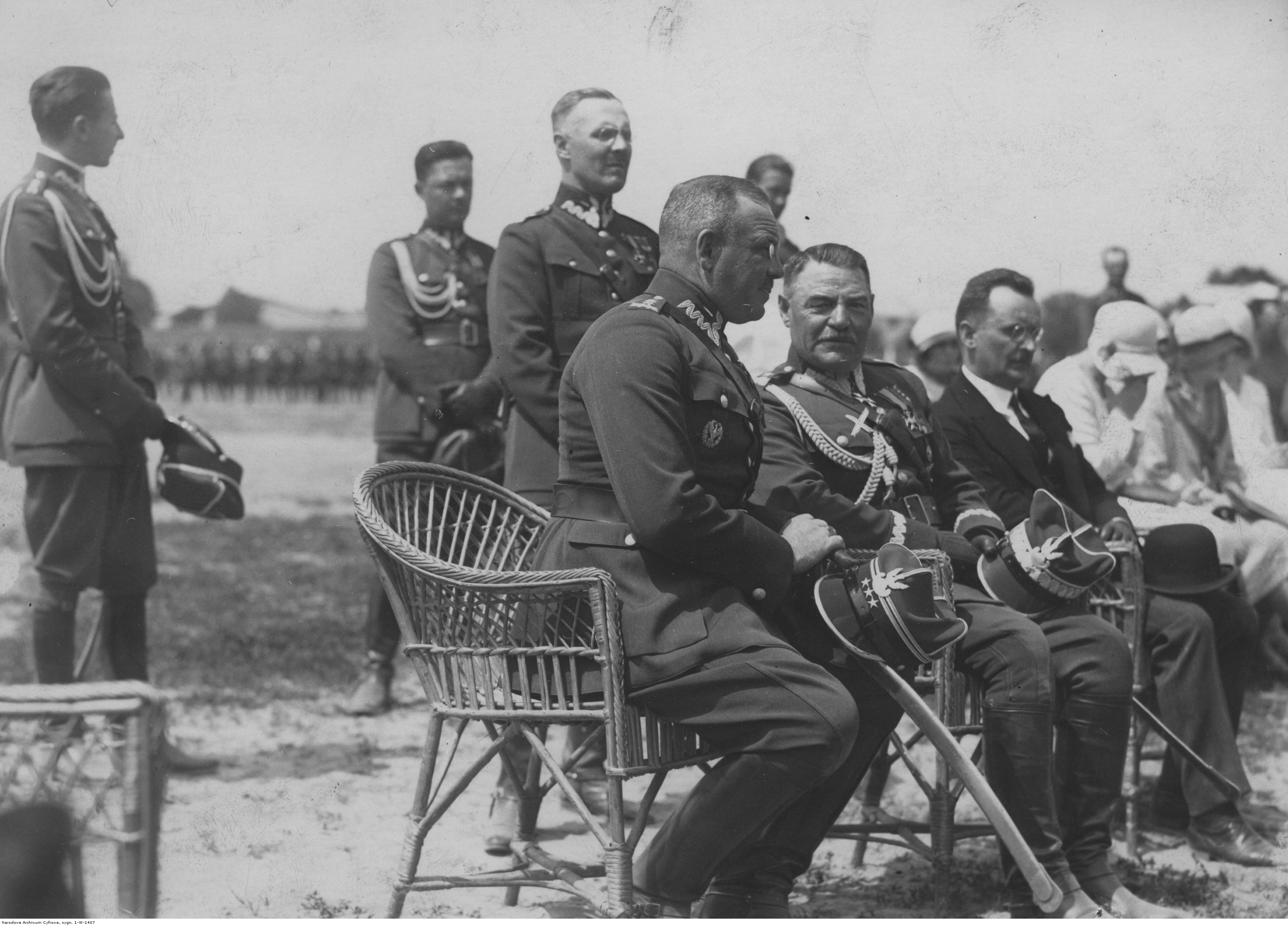
Święto 14 puł. we Lwowie - siedzą podczas mszy polowej płk Antoni Szuszkiewicz i gen. Bolesław Popowicz

Antoni Szuszkiewicz (ur. 27 listopada?/9 grudnia 1886 w Smoleńsku, zm. 28 marca 1979 w Toronto) – pułkownik kawalerii Wojska Polskiego, kawaler Orderu Virtuti Militari.

## Życiorys
Urodził się 9 grudnia 1886 w Smoleńsku, ówczesnej stolicy guberni smoleńskiej, w rodzinie Ferdynanda, właściciela majątku Ulinowo, i Marii z Czudowskich. Był starszym bratem Mateusza (1897–1920), porucznika kawalerii Wojska Polskiego, kawalera Orderu Virtuti Militari. W latach 1897–1904 uczył się w Korpusie Kadetów w Moskwie, a od 1906 studiował na Fakultecie Fizyczno-Matematycznym Cesarskiego Uniwersytetu Sankt-Petersburgskiego. W czasie studiów należał do Polskiej Macierzy Szkolnej. W 1911 ukończył studia i otrzymał dyplom inżyniera. 1 października 1912 został powołany do armii rosyjskiej w celu odbycia obowiązkowej jednorocznej służby wojskowej. Służbę pełnił w 20 pułku dragonów finlandzkich (ros. 20-й драгунский Финляндский полк). 14 sierpnia 1913 zdał egzamin oficerski, a 9 października tego roku, po zakończeniu służby, został mianowany chorążym rezerwy.
30 lipca 1914 został zmobilizowwany do pułku kirasjerów Lejbgwardii. W sierpniu tego roku w składzie 1 szwadronu marszowego został wysłany na front. Początkowo pełnił funkcję młodszego oficera szwadronu, a od 5 stycznia 1916 dowódcy szwadronu technicznego. W czasie służby awansował na kolejne stopnie: korneta (24 listopada 1914), porucznika (starszeństwo z dniem 19 lipca 1915) i sztabsrotmistrza (starszeństwo z dniem 19 lipca 1916).
9 grudnia 1917, po rewolucji październikowej, znalazł się w grupie Polaków – 5 oficerów, 1 podchorążego i 35 żołnierzy pułku kirasjerów Lejbgwardii, którzy 13 grudnia 1917 przybyli ze Światoszyna pod Kijowem do Pietniczan i tam utworzyli 1 Chorągiew Kirasjerów Polskich. Po przekształceniu chorągwi w I dywizjon pułku kirasjerów polskich objął dowództwo 1 szwadronu. Ostatecznie (20 kwietnia 1918) oddział, w którym służył otrzymał nazwę „7 pułk ułanów”. Wyróżnił się 15 kwietnia 1918 w szarży pod wsią Kanawa. 17 maja 1920 rotmistrz Antoni Czudowski sporządził „wniosek na odznaczenie orderem «Virtuti Militari»”, w którym napisał:

W czasie walk III Korpusu na Podolu z bolszewikami i Ukraińcami w 1918 dnia 15 kwietnia pod wsią Kanawą rotmistrz Szuszkiewicz stał ze szwadronem na uskoku Legii Oficerskiej i plutonu artylerii. Zauważywszy, że prawe skrzydło legii i artyleria jest obchodzone przez tyraliery licznego nieprzyjaciela, szarżował je w konnym szyku, łamiąc i odrzucając. Tą szarżą, chociaż i ze stratami od ognia karabinowego (z 65 szarżujących 1 oficer i 10 ułanów zabitych i rannych), zdołał zatrzymać następowanie, na 3 godziny dając możliwość wycofania się całemu oddziałowi i przejść na inną pozycję.

Wniosek został poparty przez pułkownika Juliusza Rómmla, a później zatwierdzony przez Naczelnego Wodza, marszałka Polski Józefa Piłsudskiego. Po demobilizacji III Korpusu (10 czerwca) przyjechał do Warszawy, gdzie stanął na czele komitetu pułkowego – komórki mającej utrzymywać więzi koleżeńskie między oficerami byłego 7 pułku ułanów w celu jego odtworzenia.
12 grudnia 1918 objął dowództwo 1 szwadronu jazdy wojewódzkiej warszawskiej odsieczy Lwowa. 18 grudnia został przyjęty do Wojska Polskiego z byłego III Korpusu Polskiego i byłej armii rosyjskiej, z zatwierdzeniem posiadanego stopnia rotmistrza i z dniem 9 grudnia tego roku przydzielony do Ochotniczego Oddziału Odsieczy Lwowa. 26 grudnia 1918 na czele 1 szwadronu wyjechał na front do Lwowa. Po przybyciu otrzymał rozkaz zajęcia wsi Zboiska i objęcia dowództwa odcinka przy rogatce żółkiewskiej. Podporzadkowano mu dwie kompanie 30 pułku piechoty, oddział ochotniczy „Bema” i ochotniczą Legię Kobiet. Przez blisko miesiąc podległy mu oddział bronił odcinka, prowadząc ciągłe utarczki z Ukraińcami. 29 stycznia 1919 wrócił z szwadronem do Warszawy, gdzie został włączony do I dywizjonu majora Rudnickiego, który 19 lutego został przemianowany na 12 pułk ułanów. 9 maja w składzie I dywizjonu wyjechał na front do Małopolski Wschodniej.
Od sierpnia 1919 walczył na wojnie z bolszewikami. W listopadzie 1919 został z pułkiem wycofany z frontu na Kujawy. W styczniu 1920 wziął udział w obejmowaniu Pomorza. 10 lutego 1920 w Pucku był świadkiem zaślubin Polski z morzem. Późnieł pełnił służbę graniczną w rejonie Kościerzyna-Kartuzy. Od kwietnia 1920 ponownie walczył przeciwko bolszewikom na froncie wołyńskim. W drugiej połowie lipca dowodził grupą kawalerii utworzoną z resztek 3 Brygada Jazdy.
4 sierpnia 1920 objął dowództwo 12 pułku ułanów. 16 sierpnia zdał dowództwo majorowi Zbigniewowi Brochwicz-Lewińskiemu. 20 sierpnia były dowódca Grupy Operacyjnej Jazdy, generał podporucznik Jan Sawicki wydał o nim następującą opinię: „Nerwowy, na dowódcę pułku w polu nie nadaje się”. 27 sierpnia 1920 został zatwierdzony z dniem 1 kwietnia 1920 w stopniu rotmistrza, w kawalerii, w grupie oficerów byłych Korpusów Wschodnich i byłej armii rosyjskiej.
18 sierpnia 1921 został odkomenderowany do Centralnej Szkoły Kawalerii w Grudziądzu na stanowisko dowódcy szwadronu szkolnego podchorążych. 3 maja 1922 został zweryfikowany w stopniu majora ze starszeństwem od 1 czerwca 1919 i 41. lokatą w korpusie oficerów jazdy (od 1924 – kawalerii). W lutym 1923 został przydzielony do Departamentu II Jazdy Ministerstwa Spraw Wojskowych w Warszawie na stanowisko kierownika referatu. Od 6 kwietnia do 9 czerwca tego roku przebywał w Paryżu na kursie oficerów sztabowych. 1 grudnia 1924 prezydent RP nadał mu stopień podpułkownika z dniem 15 sierpnia 1924 i 9. lokatą w korpusie oficerów kawalerii. W październiku 1925 został przeniesiony do 8 pułku ułanów w Krakowie na stanowisko zastępcy dowódcy pułku. 14 kwietnia 1927 został przeniesiony do 14 pułku ułanów we Lwowie na stanowisko pełniącego obowiązki dowódcy pułku. W lipcu 1928 został zatwierdzony na stanowisku dowódcy pułku. 1 stycznia 1929 prezydent RP nadał mu stopień pułkownika z dniem 1 stycznia 1929 i 3. lokatą w korpusie oficerów kawalerii. W grudniu 1931 został zwolniony z zajmowanego stanowiska i oddany do dyspozycji dowódcy Okręgu Korpusu Nr VI. 15 stycznia 1931 inspektor armii, generał dywizji Juliusz Rómmel zwrócił się do Józefa Piłsudskiego jako generalnego inspektora sił zbrojnych z prośbą o „zatrzymanie płk. Szuszkiewicza w służbie czynnej”, a w konkluzji napisał, że „płk Szuszkiewicz jakkolwiek kwalifikacji na dowódcę brygady kawalerii nie posiada, to jednak będąc dobrym dowódcą pułku i dziś może być w szeregu stanowisk użytecznym i wydajnym oficerem”. Z dniem 31 maja 1932 został przeniesiony w stan spoczynku. W 1934, jako oficer stanu spoczynku pozostawał w ewidencji Powiatowej Komendy Uzupełnień Warszawa Miasto III. Posiadał przydział do Oficerskiej Kadry Okręgowej Nr I. Był wówczas „przewidziany do użycia w czasie wojny”. Do 1939 mieszkał w Warszawie przy ul. Górnośląskiej 18 m. 14.
W 1939 zgłosił się do Wojska Polskiego we Francji i został wyznaczony na stanowisko pełniącego obowiązki komendanta Stacji Zbornej w Paryżu, a w 1940 komendanta Stacji Zbornej Oficerów w obozie Carpiagne. W czasie kampanii francuskiej zorganizował ewakuację podległych mu oficerów do Wielkiej Brytanii, lecz sam nie zdążył na statek. Przedostał się do Hiszpanii, a następnie Portugalii. W czerwcu 1941 wyjechał do Kanady, gdzie znalazł zatrudnienie w przemyśle wojennym. Pracował w Ottawie i Hamilton jako inspektor w fabryce dział przeciwlotniczych, a następnie inspektor w fabryce części samolotowych. Po zakończeniu II wojny światowej pozostał w Kanadzie na emigracji. Zmarł 28 marca 1979 w Toronto i tam został pochowany.
20 czerwca 1928 w Warszawie ożenił się z Anną z Gonetów-Wereszczyńską (1895–1979), córką Henryka i Anny z Podolskich. Świadkami na ślubie byli: Ludwik Szwykowski, dyrektor banku, i Wacław Szuszkiewicz, inżynier. Dzieci nie miał.

## Ordery i odznaczenia
- Krzyż Srebrny Orderu Wojskowego Virtuti Militari nr 6897 – 10 maja 1922[53][54][55][56]
- Krzyż Walecznych czterokrotnie[45][57]
- Złoty Krzyż Zasługi – 10 listopada 1928[58][59]
- Medal Pamiątkowy za Wojnę 1918–1921[3]
- Medal Dziesięciolecia Odzyskanej Niepodległości[3]

18 października 1932 i 9 maja 1938 Komitet Krzyża i Medalu Niepodległości odrzucił wniosek o nadanie mu tego odznaczenia.
rosyjskie
- Order Świętego Stanisława 2 stopnia z mieczami[7]
- Order Świętej Anny 3 stopnia z mieczami i kokardą[7]
- Order Świętego Stanisława 3 stopnia z mieczami i kokardą[7]
- Order Świętej Anny 4 stopnia z napisem na szabli „Za odwagę”[7]